# Vlag van Tocantins

Vlag van Tocantins

De vlag van Tocantins bestaat uit een brede witte band tussen een blauwe (boven) en een oranjegele band (of driehoek). In het midden van de witte band staat een oranjegele zon met acht grote en zestien kleine stralen. De vlag werd op 17 november 1988 aangenomen.
De blauwe band symboliseert de rivieren van Tocantins; de oranjegele band staat voor de welvaart in de deelstaat. De zon symboliseert de eenheid tussen de inwoners van Tocantins.